# Ваттеншайд 09
«Ваттеншайд 09» (нім. «SG Wattenscheid 09») — німецький футбольний клуб з Ваттеншайда. Заснований 9 серпня 1909 року.